# Obertilliach
Obertilliach ist eine Gemeinde mit 663 Einwohnern (Stand 1. Jänner 2024) im Bezirk Lienz (Osttirol) des Bundeslandes Tirol (Österreich). Die Gemeinde liegt im Gerichtsbezirk Lienz.

## Geographie

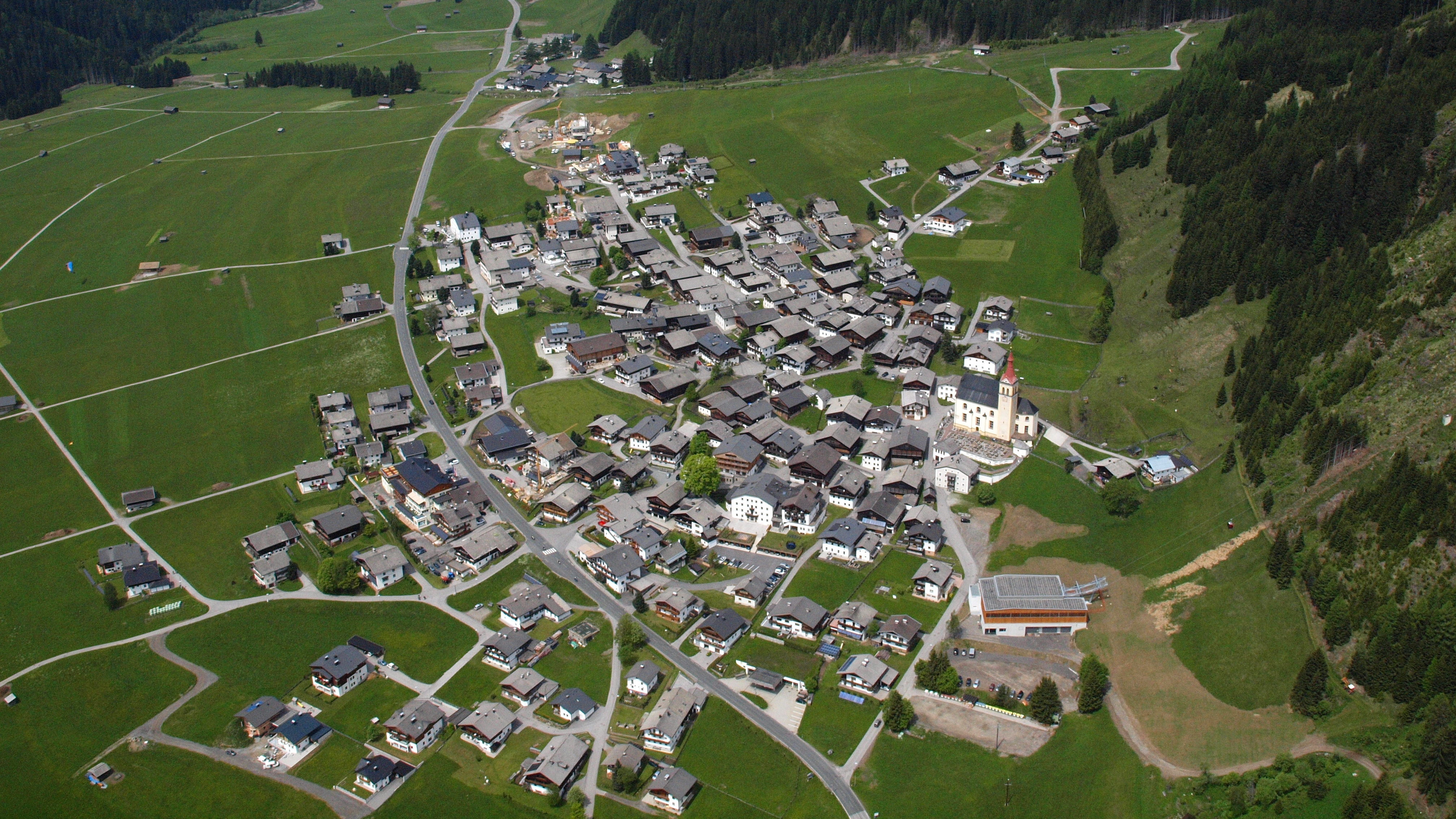
Obertilliach, Luftaufnahme 2015

Die Gemeinde Obertilliach liegt im Süden des Bezirks Lienz im hintersten Lesachtal (auch als Tiroler Lesachtal bezeichnet), nahe dem Kartitscher Sattel. Die Siedlungen von Obertilliach liegen überwiegend im Tal der Gail zwischen den Lienzer Dolomiten und den Karnischen Alpen. Das Gemeindegebiet ist mit 65,13 km² das zehntgrößte der 33 Osttiroler Gemeinden. Es grenzt im Osten an Untertilliach, im Norden an Assling, im Westen an Anras und Kartitsch und im Süden an die italienischen Gemeinden San Nicolò di Comelico und San Pietro di Cadore.

### Gemeindegliederung
Die Gemeinde Obertilliach ist deckungsgleich mit der gleichnamigen Katastralgemeinde. Die westlichste Siedlung von Obertilliach ist die Rotte Leiten, die durch den Gostenwald vom rund drei Kilometer östlich gelegenen Dorf Rodarm getrennt ist. Rund 700 Meter östlich von Rodarm folgt Obertilliach, der Hauptort der Gemeinde. Von Obertilliach rund 1,5 Kilometer östlich beginnt in der Folge die Rotte Bergen mit ihren fünf Ortsteilen. Das Dorf Obertilliach (1450 m ü. A.) bestand 2001 aus 150 Gebäuden mit 522 Einwohnern. Zu Obertilliach wurden von der Statistik Austria auch die Porzehütte, die Hirtenhütte und die Connyalm sowie die Folmasaialpe, die Gontrunalpe und die Parditalpe gerechnet. Zweitgrößte Ansiedlung war die Rotte Bergen (1340 m ü. A.), die 2001 45 Gebäude mit 147 Einwohnern umfasste. Zu Bergern gehören von Westen nach Osten der Weiler Rals, der Weiler Goll, der Weiler Bachhäusl, der Weiler Huben und der Weiler Flatsch. Zudem werden die Bödenalpe, die Karalpe und die Ochsengartenalpe zu Bergen gezählt. Drittgrößter Ortsteil war Rodarm (1430 m ü. A.) mit dem Einzelhof Kutteschupfen, wobei Rodarm 21 Gebäude und 73 Einwohner einschloss. Kleinster Ortsteil war die Rotte Leiten (1430 m ü. A.), die aus der Rotte Prünste, dem Weiler Eben und der Rotte Inderst (von Westen nach Osten) besteht. Leiten beherbergte 2001 17 Häuser und 54 Einwohner.

### Nachbargemeinden
| Anras                  | Assling                                     |               |
| Kartitsch              | Kompassrose, die auf Nachbargemeinden zeigt | Untertilliach |
| San Nicolò di Comelico | San Pietro di Cadore                        |               |

### Klima
Das Klima der Gemeinde Obertilliach ist von rauen Sommern sowie sonnigen, klaren Wintertagen geprägt. Auf Grund der Höhenlage beeinflussen die frühen Herbstfröste und die lange anhaltende geschlossene Schneelage die Landwirtschaft stark. Dadurch verkürzt sich die Vegetationszeit deutlich gegenüber dem benachbarten Pustertal.

## Geschichte
Der Ortsname war ursprünglich ein Flurname und ist als Tiliun quod vulgo Cirzinach nominatur (‚Tiliun, das im Volk Cirzinach genannt wird‘) in einer Urkunde aus der Zeit zwischen 1075 und 1090 ersturkundlich genannt. Er geht auf lateinisch tilia ‚Linde‘ zurück. Einst hieß die Landschaft auf der Dillen (so etwa 1316), ehe sich im 14. Jh. die -ach-Form Tilliach durchsetzen konnte.
Was es mit der mittelalterlichen Bezeichnung Cirzinach auf sich hat, ist noch weitgehend ungeklärt.

## Bevölkerung

### Bevölkerungsstruktur
2012 lebten in der Gemeinde Obertilliach 712 Menschen. Gemessen an der Einwohnerzahl war Obertilliach zu diesem Zeitpunkt die neuntkleinste Gemeinde der 33 Gemeinden im Bezirk Lienz. Nach der Volkszählung 2001 waren 99,5 % der Bevölkerung österreichische Staatsbürger (Tirol: 90,6 %), bis zum Jahresbeginn 2012 sank der Wert nur unbedeutend auf 98,3 %. Von der Bevölkerung waren 2012 nur 2,8 % im Ausland geboren, wobei der Großteil der nicht in Österreich geborenen Einwohner aus den EU-Mitgliedstaaten stammte. Zur römisch-katholischen Kirche bekannten sich 2001 99,1 % der Einwohner (Tirol: 83,4 %), nur 0,3 % hatten kein religiöses Bekenntnis,  0,5 % waren evangelisch.
Der Altersdurchschnitt der Gemeindebevölkerung lag 2001 unter dem Landesdurchschnitt. 22,4 % der Einwohner von Obertilliach waren jünger als 15 Jahre (Tirol: 18,4 %), 56,4 % zwischen 15 und 59 Jahre alt (Tirol: 63,0 %). Der Anteil der Einwohner über 59 Jahre lag mit 21,2 % leicht über dem Landesdurchschnitt von 18,6 %. Der Altersdurchschnitt der Bevölkerung von Obertilliach stieg in der Folge deutlich. Der Anteil der unter 15-Jährigen sank per 1. Jänner 2012 auf 18,3 %, während der Anteil der Menschen zwischen 15 und 59 Jahren auf 63,9 % nach oben ging. Der Anteil der über 59-Jährigen sank hingegen auf 17,8 %. Nach dem Familienstand waren 2001 49,2 % der Einwohner von Obertilliach ledig, 43,1 % verheiratet, 6,7 % verwitwet und 1,0 % geschieden.

### Bevölkerungsentwicklung
Die Einwohnerzahl von Obertilliach verlief seit dem späten 19. Jahrhundert verglichen mit dem Bezirk Lienz bzw. dem Land Tirol stark unterdurchschnittlich. So reduzierte sich die Bevölkerung zwischen 1869 und 1923 um 25 % und erreichte mit 595 Einwohnern ihren Tiefststand. Danach stieg sie langsam bis 1961 auf die ursprüngliche Bevölkerungszahl von 1869 an. Nachdem die Einwohnerzahl in der Folge bis 2001 stagnierte, ging die Bevölkerung seit dem Beginn des 21. Jahrhunderts wieder stark zurück. Während die Geburtenbilanz der Gemeinde seit 2002 nur leicht negativ war, verlor Obertilliach vor allem auf Grund der stark negativen Wanderungsbilanz an Einwohnern. So standen im Jahr 2017 den 5 Zuzügen 19 Wegzüge gegenüber.

## Kultur und Sehenswürdigkeiten

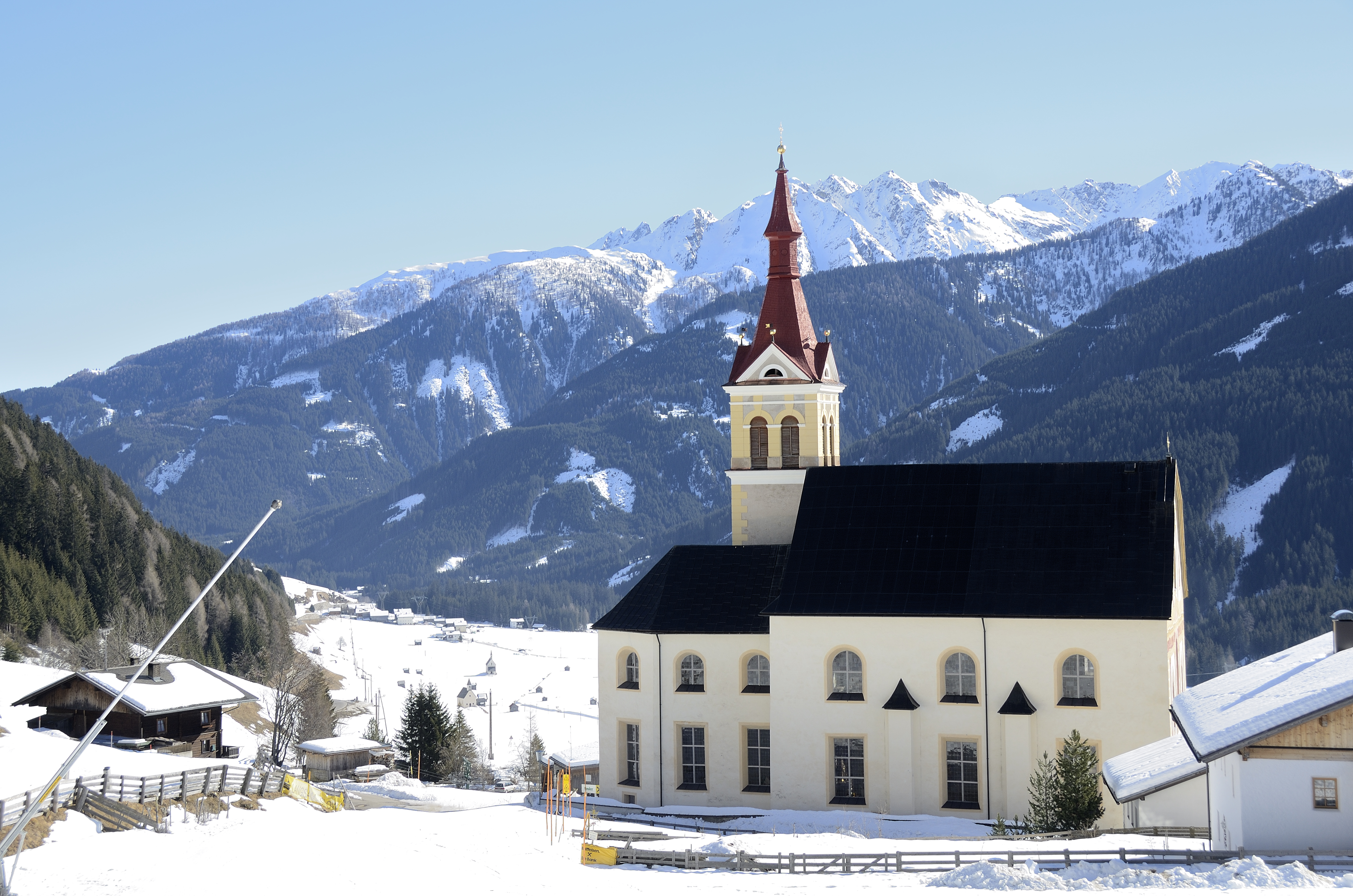
Pfarrkirche Obertilliach

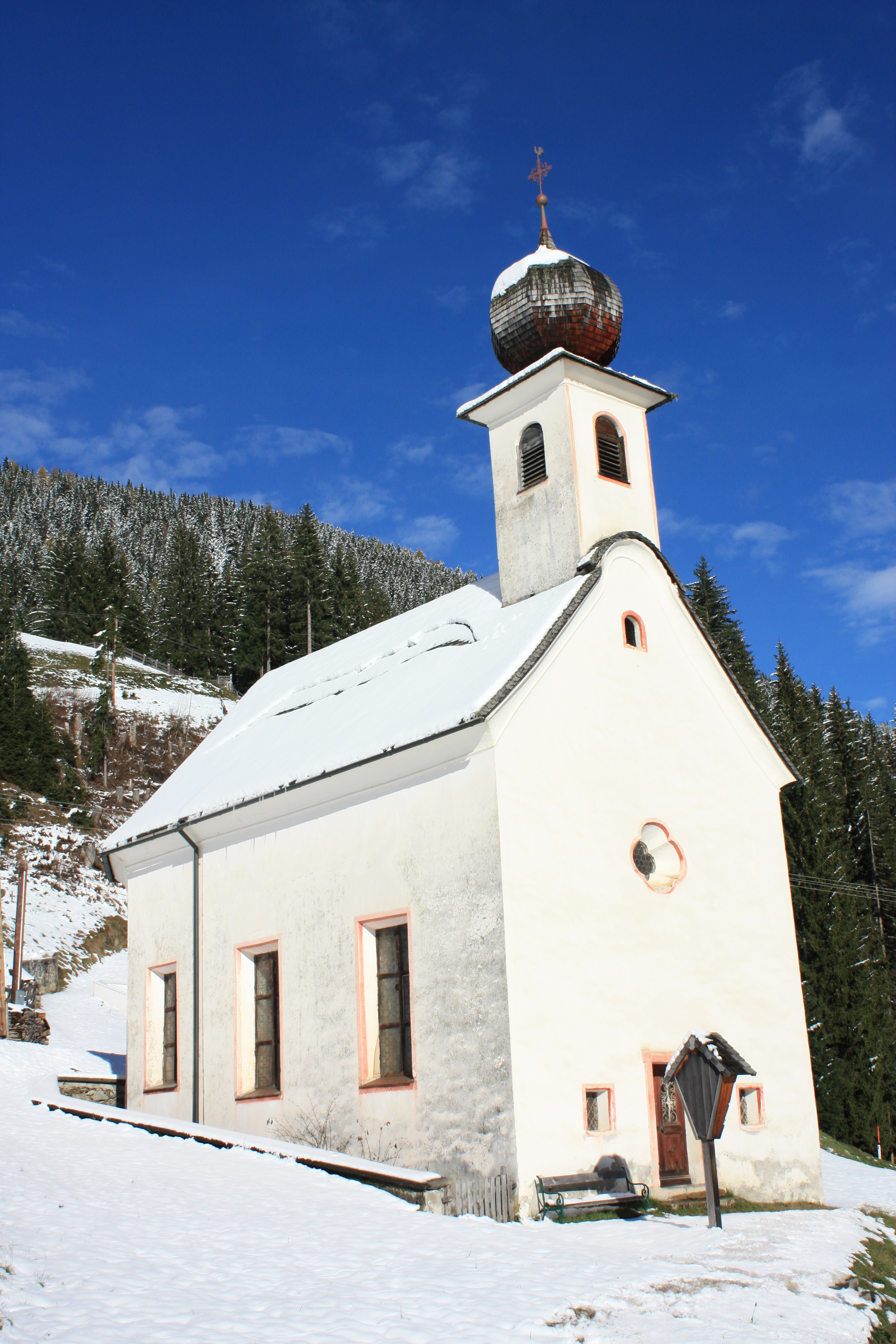
Filialkirche St. Peter

- Katholische Pfarrkirche Obertilliach hl. Ulrich
- Filialkirche St. Peter
- Kapelle Hl. Dreifaltigkeit
- Kapelle hl. Nikolaus im Moos
- Lourdeskapelle

## Wirtschaft und Infrastruktur

### Arbeitsstätten und Beschäftigte
Die im Rahmen der Volkszählung durchgeführte Arbeitsstättenzählung ergab 2001 in Obertilliach 49 Arbeitsstätten mit 162 Beschäftigten (ohne Landwirtschaft), wobei 75 % unselbständig Beschäftigte waren. Die Anzahl der Arbeitsstätten war dabei gegenüber dem Jahr 1991 um sieben Betriebe (plus 17 %) gestiegen, die Anzahl der Beschäftigten um 55 Personen (51 %) gewachsen. Wichtigster Wirtschaftszweig war 2001 das Beherbergungs- und Gaststättenwesen mit 21 Betrieben und 46 Beschäftigten (28 % der Beschäftigten in Obertilliach). Dahinter folgte die Sachgütererzeugung mit vier Betrieben und 25 Mitarbeitern (15 %) sowie das Bauwesen bzw. der Bereich Verkehr und Nachrichtenübermittlung mit je 22 Mitarbeitern (je 14 %) bei einem bzw. vier Betrieben. In Obertilliach bestand dabei lediglich ein Betrieb mit mehr als 20 Mitarbeitern.
Von den 307 erwerbstätigen Einwohnern aus Obertilliach gingen 2001 137 Personen ihrer Beschäftigung in Obertilliach nach, 170 mussten zur Arbeit auspendeln. Von den Auspendlern hatten je 15 % ihre Arbeitsstätte im Ballungszentrum Lienz oder in Sillian, weitere 13 % arbeiteten in Heinfels. Weitere 25 % hatten im übrigen Bezirksgebiet eine Arbeitsstelle gefunden, weitere 16 bzw. 14 % pendelten nach Nordtirol oder in ein anderes Bundesland, zwei der Einwohner mussten ins Ausland auspendeln.

### Landwirtschaft
1999 bestanden in Obertilliach 97 land- und forstwirtschaftliche Betriebe, die insgesamt 6.898 ha bewirtschafteten. Dabei wurden neun Betriebe im Haupterwerb und 78 Betriebe im Nebenerwerb geführt. Neun Betriebe waren im Eigentum von juristischen Personen. Wichtigstes Standbein der Landwirtschaft ist die Viehzucht bzw. Milchwirtschaft, wobei insbesondere Rinder, aber auch Schafe gehalten wurden. Die Bearbeitung der Wiesen und Felder dient dabei praktisch nur mehr der Viehhaltung. Eine wichtige Bedeutung hat für die Gemeinde auch die Holzwirtschaft, wobei auch ein Sägewerk in der Fraktion Bergen besteht.

### Tourismus
Der Tourismus in Obertilliach hat für die Gemeinde eine wichtige wirtschaftliche Bedeutung und liegt weit über dem Durchschnitt Osttirols. So konnte die Gemeinde im Tourismusjahr 2011/12 rund 104.000 Übernachtungen zählen. Im Sommerhalbjahr 2012 verzeichnete Obertilliach 45.515, im Winterhalbjahr 2011/12 59.119 Übernachtungen, womit die Tourismusintensität (Nächtigungen pro Einwohner) in der Gemeinde dreimal so hoch war wie im Bezirksdurchschnitt, im Winter sogar mehr als viermal so hoch. Seit der Jahrtausendwende haben sich die Nächtigungszahlen im Sommer um 22 % erhöht, im Winter stiegen sie um 20 %. Von den Übernachtungen im Tourismusjahr 2011/12 entfielen 46 % auf Deutsche, 20 % auf Österreicher, 12 % auf Italiener, 3 % auf Niederländer und 2 % auf Briten. Im Winter 2011 wurde für Obertilliach 853 Gästebetten ausgewiesen.
Heute gehört die Gemeinde wie alle übrigen Osttiroler Gemeinden zum Tourismusverband Osttirol, wobei Obertilliach in der „Ferienregion Hochpustertal“ organisiert ist. In der Gemeinde bestehen zwei Vier-Sterne-Hotels,  zwei Drei-Sterne-Hotels, neun Pensionen, acht Privatvermieter und 54 Anbieter von Ferienwohnungen. Eine wichtige Attraktion für Wintersportler ist das Biathlon-Stadion, das an die 60 km lange Grenzlandloipe angebunden ist. Der norwegische Biathlet und Skilangläufer Ole Einar Bjørndalen, mehrfacher Weltmeister und Olympiasieger, hat in Obertilliach seinen Wohnsitz genommen. Regelmäßig finden in Obertilliach auch Biathlon-Wettkämpfe statt, im Februar/März 2021 zum zweiten Mal auch die Biathlon-Jugend- und -Junioren-WM. Zur erfolgreichen touristischen Entwicklung haben der Bau des Biathlonzentrums (2003/04) mit einer asphaltierten Skirollerstrecke sowie der Bau einer modernen Einseilumlaufbahn (2014) beigetragen, was wiederum zu einer Qualitätsverbesserung im Bettenangebot bzw. dessen Erweiterung geführt hat.
Daneben bieten sich in der Gemeinde auch Skifahren, Paragliding und Mountainbiking an. Im Sommer ist der Wandersport eine wichtige Tourismusstütze, wobei der Karnische Höhenweg mit seinen Hütten in unmittelbarer Nähe verläuft.

### Verkehr und Entsorgung
Obertilliach wird verkehrstechnisch von der Gailtalstraße (B 111) erschlossen, die von Sillian im Pustertal bis ins Untere Kärntner Gailtal führt. Die Siedlungen der Gemeinde liegen dabei alle an oder nahe der Gailtalstraße. An das öffentliche Verkehrsnetz ist Obertilliach mittels Linienbussen der Post AG, deren Linie 965 bis zu vierzehn Mal pro Werktag Obertilliach über Panzendorf, Tassenbach und Kartitsch in rund 25 Minuten Fahrzeit mit Sillian verbindet. Die Linie wird dabei über Untertilliach und Maria Luggau bis St.Lorenzen im Lesachtal geführt und hält in der Gemeinde Obertilliach sechs Haltestellen ein. Der nächste Bahnanschluss befindet sich in Tassenbach (Drautalbahn).
Obertilliach ist eine von nur drei Gemeinden im Bezirk Lienz, die sich bis zur Jahrtausendwende nicht mit anderen Gemeinden zu einem Abwasserverband zusammengeschlossen hatte. Zudem existierte zu diesem Zeitpunkt lediglich eine 1974 in Betrieb genommene mechanische Kläranlage (Emscherbrunnen) in den Wiesen südlich des Ortsrandes von Obertilliach-Dorf. Die 206 zu diesem Zeitpunkt bestehenden, abwasserproduzierenden Objekte waren dabei lediglich zu 69 % an das Kanalnetz angeschlossen. Im Frühjahr 2002 wurde mit der Neuerrichtung des Ortsnetzes (im Trennsystem) im Ortsteil Dorf begonnen, die Mischkanalisation wurde im Zuge der Arbeiten aufgelassen. Nach der Kanalisierung von Rodarm wurden bis 2006 die Kanalisierungsarbeiten in Bergen abgeschlossen, 2012 startete die Kanalisation der Fraktion Leiten. Zwischen 2005 und 2006 wurde eine vollbiologische Kläranlage mit zwei Klärlinien im Ortsteil Bergen mit einer Ausbaugröße von 2.200 Einwohnern errichtet. Die nahezu vollautomatische Anlage besteht aus komplett überdachten Klärbecken und einem anschließenden Betriebsgebäude. Im Jahr 2011 wurde in der Folge die Einleitung der Abwässer der Gemeinde Untertilliach in die Kläranlage beschlossen.
Der Abfall, der in der Gemeinde anfällt, wird über den Abfallwirtschaftsverband Osttirol (AWVO) entsorgt. Mit August 2021 haben die Gemeinde Obertilliach und Untertilliach einen gemeinsamen Recyclinghof in Betrieb genommen, der eine ordnungsgemäße Trennung der Abfälle garantiert.

### Bildung
Erste Hinweise auf eine Schule in Obertilliach finden sich im Verfachbuch des Gerichtes Anras aus dem Jahr 1741. Nach Einführung der Schulpflicht unter Maria Theresia erfolgte der Unterricht zunächst in einer Bauernstube, später entstanden daraus die Pfarr- und Gemeindeschulen. 1767 entstand in der Fraktion Leiten eine eigene Schule, 1824 erfolgte die Gründung der Schule in Bergen. 1876 gab es in der Fraktion Dorf-Rodarm 71 Schüler mit einem Lehrer, in der Fraktion Huben 32 Schüler mit einem Lehrer und in der Fraktion Leiten 17 Schüler mit einem Lehrer. Zuvor hatten auch Hilfsschulen bestanden, unter anderem im Weiler Flatsch. Nachdem Anfang des 19. Jahrhunderts die ersten Schulhäuser aus Holz errichtet worden waren, baute die Gemeinde 1953 in der Fraktion Leiten und 1962 in der Fraktion Bergen ein neues Schulgebäude. Bereits 1969 wurde jedoch die einklassige Volksschule in Leiten und 1972 jene in Bergen aufgelassen. In Obertilliach wurde 1969 ein modernes Schulhaus errichtet, das eine dreiklassige Volksschule und seit 1978 den Kindergarten beherbergt. Zum Hauptschulbesuch pendeln die Kinder nach Sillian aus, das nächste Gymnasium befindet sich in Lienz.

## Politik

### Gemeinderat
Der Gemeinderat besteht aus elf Mitgliedern.
| Partei                              | 2022    | 2022    | 2022    | 2016  | 2016 | 2016 | 2010  | 2010 | 2010 |
| Partei                              | Prozent | Stimmen | Mandate | %     | St.  | M.   | %     | St.  | M.   |
| ----------------------------------- | ------- | ------- | ------- | ----- | ---- | ---- | ----- | ---- | ---- |
| Gemeinsam für Obertilliach - ÖVP 1) | 100     | 276     | 11      | 60,31 | 269  | 7    | 72,66 | 303  |      |
| Bauern und Wirtschaft               |         |         |         | 39,69 | 177  | 4    | 27,34 | 114  |      |

1) Die Partei trat 2010 unter dem Namen „ÖVP - Gemeinsam für Obertilliach“ an.

### Bürgermeister
Der einzige Kandidat bei den Bürgermeisterwahlen 2016 und 2022 war Matthias Scherer.

### Wappen
Das Wappen wurde der Gemeinde Obertilliach am 9. Dezember 1975 durch die Tiroler Landesregierung verliehen. Die Blasonierung lautet: „Von Rot und Silber schrägrechts geteilt, oben das Brixner Lamm, unten ein Löwe in verwechselten Farben.“ Das Wappen geht dabei auf das Hochstift Brixen sowie die Grafen von Görz zurück, die gemeinsam bereits in der zweiten Hälfte des 12. Jahrhunderts die Gerichtsverwaltung von Tilliach innegehabt hatten. Abgeleitet vom Wappen sind die Farben der Gemeindefahne Rot-Weiß.

## Persönlichkeiten
Aus Obertilliach stammen bedeutende kirchliche Würdenträger, aber auch bekannte Heerführer und Politiker. Georg Puecher wirkte beispielsweise als Theologieprofessor an der Universität Wien sowie Domherr von St. Stephan. Er schenkte der Kirche von Obertilliach 1610 ein wertvolles Messbuch. Josef Altenweisel wirkte hingegen ab 1904 als Bischof von Brixen und auch Georg Prünster war von 1836 bis 1861 als Weihbischof von Brixen sowie als Generalvikar von Vorarlberg aktiv. Michael Weier wurde als Anführer der Tilliacher Bauern bei der Schlacht an der Lienzer Klause gegen die Franzosen bekannt, Ignaz Peter Valtiner wurde in der Folge von den Franzosen hingerichtet, nachdem er sich den brandschatzenden Franzosen im Gailtal entgegengestellt hatte. Als Politiker machte sich Jakob Annewanter einen Namen. Er gehörte 21 Jahre lang dem Tiroler Landtag an.

## Sonstiges
Im Jänner 2015 fanden in Obertilliach einige Dreharbeiten zu dem 24. offiziellen James-Bond-Film „James Bond 007: Spectre“ statt, der im November 2015 seine Erstaufführung hatte.